# Rheinsberger See
Der Rheinsberger See (auch Großer Rheinsberger See) liegt im Norden Brandenburgs im Landkreis Ostprignitz-Ruppin. Landschaftlich gehört er zur Mecklenburgischen Seenplatte, die hier ihre südliche Grenze hat. Der See wird vom Rhin durchflossen und ist Bestandteil des Naturparks Stechlin-Ruppiner Land.

## Umgebung
Direkt am See liegen die Orte Hohenelse, Schlaborn und Warenthin. Obwohl das Gewässer den Namen der Stadt Rheinsberg trägt, liegt diese und das bekannte Rheinsberger Schloss nicht direkt am See, sondern ein Stück südlich am Grienericksee, mit dem der Rheinsberger See durch den kanalartig ausgebauten Rhin verbunden ist. Eine weitere Kanalverbindung besteht nach Norden zum Schlabornsee bei Zechlinerhütte. Die Verbindung der Seen mit den angelegten Kanälen und Schleusen innerhalb der Mecklenburger Seenplatte ermöglicht eine direkte Bootsdurchfahrt von Rheinsberg bis zur Nordsee. Der Wasserspiegel des bis zu 29 Meter tiefen Sees liegt bei 55,5 m ü. NHN.
Fast zentral im See liegt die Insel Remus, deren ur- und frühzeitliche Funde auf eine frühe Besiedlung der Region hinweisen. Im Zuge des Landesausbaus der jungen Mark Brandenburg entstand auf der Insel im 13. Jahrhundert im Bereich einer älteren slawischen Anlage eine – nicht mehr vorhandene – deutsche Burg. Die Vermutung verschiedener Archäologen, auf der Insel könne das sagenumwobene slawische Heiligtum Rethra gelegen haben, hat sich bislang nicht bestätigt.

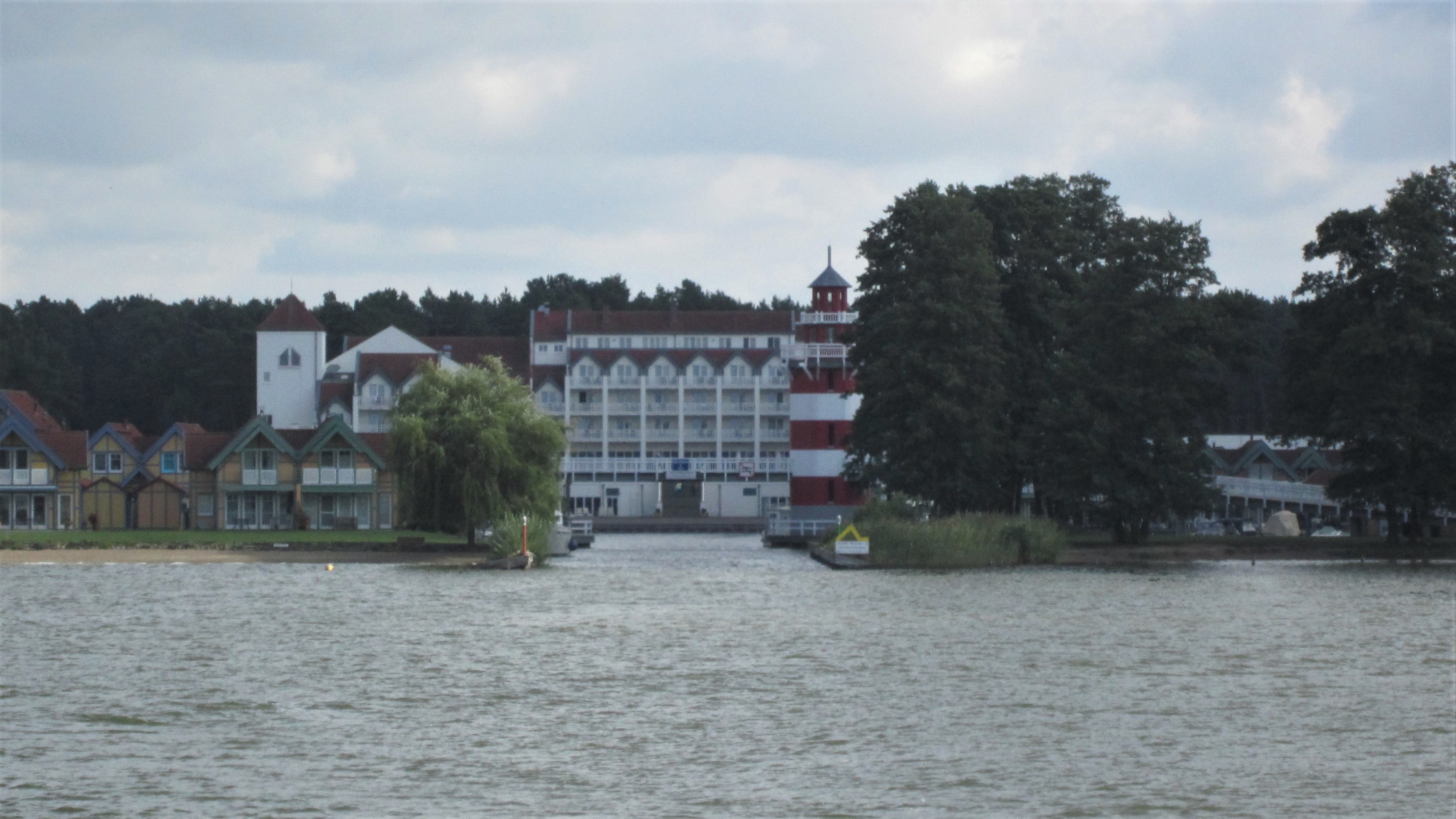
Einfahrt ins Hafendorf Rheinsberg vom Rheinsberger See aus

Am südöstlichen Ufer des Rheinsberger Sees wurde 2004 das Hafendorf Rheinsberg eröffnet. Es besteht aus mehreren Reihen von hölzernen Ferienhäusern, einem Hotel, Anlegemöglichkeiten für Motorboote im Gästehafen sowie direkt an den meisten Ferienhäusern, Serviceeinrichtungen für Wassersportler sowie einem kleinen Strand. 
Der Rheinsberger See ist Bestandteil der Rheinsberger Gewässer, einer sogenannten sonstigen Binnenwasserstraße des Bundes. Zuständig ist das Wasserstraßen- und Schifffahrtsamt Oder-Havel.